# Фихтах
Фихтах (њем. Viechtach) град је у њемачкој савезној држави Баварска. Једно је од 24 општинска средишта округа Реген. Према процјени из 2010. у граду је живјело 8.354 становника. Посједује регионалну шифру (AGS) 9276144.

## Географски и демографски подаци
Фихтах се налази у савезној држави Баварска у округу Реген. Град се налази на надморској висини од 450 метара. Површина општине износи 62,5 km². У самом граду је, према процјени из 2010. године, живјело 8.354 становника. Просјечна густина становништва износи 134 становника/km².

## Међународна сарадња
| Мјесто | Држава | Врста сарадње | Од    |
| ------ | ------ | ------------- | ----- |
|        | Чешка  | контакт       | 1991. |
| Извор  |        |               |       |